# Gombré-Sâaba
Pour les articles homonymes, voir Gombré (homonymie).
Ne doit pas être confondu avec Gombré-Silmi-Mossi.
Gombré-Sâaba est une localité située dans le département de Kalsaka de la province du Yatenga dans la région Nord au Burkina Faso.

## Géographie
Gombré-Sâaba se trouve à 7 km au sud-est du centre de Kalsaka, le chef-lieu du département, à 3 km au sud de Goungré et à environ 35 km au sud de Séguénéga.

## Santé et éducation
Le centre de soins le plus proche de Gombré-Sâaba est le centre de santé et de promotion sociale (CSPS) de Goungré tandis que le centre médical avec antenne chirurgicale (CMA) de la province se trouve à Séguénéga.
Gombré-Sâaba possède une école primaire privée Sabil-Houda.